# Otto E. Crusius

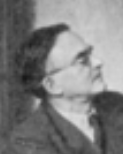
Otto Eduard Crusius

Otto E. Crusius (vollständiger Name Otto Eduard Crusius; * 1. April 1892 in Tübingen; † 19. Dezember 1965 in München) war ein deutscher Komponist und Lehrer.

## Leben
Otto Crusius war der älteste Sohn des klassischen Philologen und Universitätsprofessors Otto Crusius (1857–1918) und dessen Frau Franziska, geb. von Bihl (1858–1939). Er wuchs zusammen mit seiner älteren Schwester Elisabeth (1886–1970) und seinem jüngeren Bruder Friedrich Crusius (1897–1941) in Tübingen, Heidelberg (1898–1903) und München (ab 1903) auf, wo sein Vater Lehrstuhlinhaber für Griechische Philologie war.
Crusius’ musikalische Begabung wurde bereits früh in der Familie gefördert. Sein Vater beschäftigte sich mit der Musikgeschichte, vor allem der Antike, und komponierte selbst einige Lieder. Otto Eduard Crusius besuchte die Volksschule in Heidelberg und das Wilhelmsgymnasium München. Nach der Reifeprüfung (1912) begann er sein Musikstudium bei Georg Stoeber (1879–1926). Beim Ausbruch des Ersten Weltkriegs (1914) meldete sich Crusius freiwillig; nach seiner Rückkehr aus dem Felde (1918) starb sein Vater.
Ab 1919 setzte Crusius sein Musikstudium bei Gustav Geierhaas fort. Von 1920 bis 1922 studierte er an der Akademie der Tonkunst in München bei Walter Courvoisier und bei Hermann Wolfgang von Waltershausen, in dessen Meisterklasse er aufgenommen wurde. Ab 1922 unterrichtete Crusius als Privatlehrer Musiktheorie. 1939 heiratete er die Sopranistin Hildegard von Staudt (1908–?); die Ehe blieb kinderlos. Von 1940 bis 1955 war Crusius als Mathematiklehrer an einer Mädchenoberschule in München angestellt.
Crusius komponierte und textete eine Vielzahl von Liedern, Chorälen und Sonaten. Sein größtes Werk ist die Sinfonie Cantico di Frate Sole (Sonnengesang des heiligen Franziskus für Männerchor, Orgel und Streichorchester, 1965).
Crusius ist ein Nachkomme von Balthasar Crusius.